# Sonny Gray
Sonny Douglas Gray, född den 7 november 1989 i Smyrna i Tennessee, är en amerikansk professionell basebollspelare som spelar för Minnesota Twins i Major League Baseball (MLB). Gray är högerhänt pitcher.
Gray har tidigare spelat för Oakland Athletics (2013–2017), New York Yankees (2017–2018) och Cincinnati Reds (2019–2021). Han har tagits ut till MLB:s all star-match två gånger.

## Karriär

### College
Gray draftades av Chicago Cubs 2008 som 821:a spelare totalt, men inget kontrakt upprättades mellan parterna. Han började i stället studera vid Vanderbilt University och spelade för skolans basebollag Vanderbilt Commodores 2009–2011. 2011 gick han åter i draften, den här gången vald av Oakland Athletics som 18:e spelare totalt.

### Major League Baseball

#### Oakland Athletics
Gray debuterade i MLB för Athletics den 10 juli 2013 och hans första hela säsong i MLB var 2014. Då var han 14–10 (14 vinster och tio förluster) med en earned run average (ERA) på 3,08. Han var ännu bättre 2015 (14–7, 2,73 ERA) och den säsongen togs han ut till sin första all star-match och kom trea i omröstningen till American Leagues Cy Young Award, priset till ligans bästa pitcher.
Gray pitchade betydligt sämre 2016 (5–11, 5,69 ERA) och drabbades också av skador som begränsade honom till 22 starter. Han pitchade bättre under inledningen av 2017 års säsong (6–5, 3,43 ERA) innan han i slutet av juli trejdades till New York Yankees i utbyte mot Dustin Fowler, James Kaprielian och Jorge Mateo.

#### New York Yankees

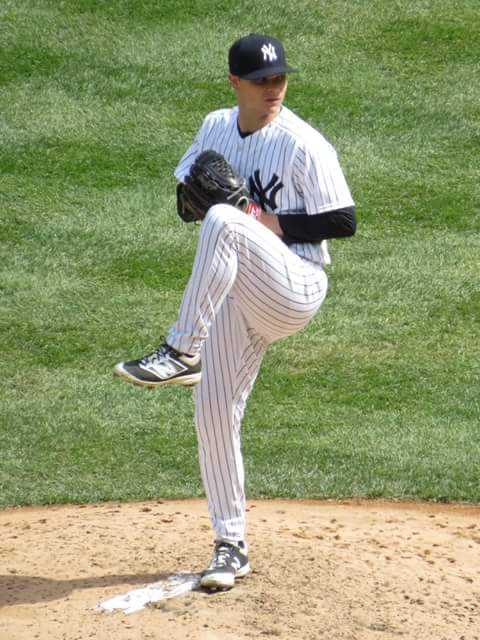
Gray i New York Yankees dräkt 2018.

Under resten av 2017 var Gray 4–7 med en ERA på 3,72 för Yankees. Året efter var han 11–9 med en ERA på 4,90 och degraderades under den säsongen tidvis till inhoppare (reliever). Inför 2019 års säsong trejdade Yankees honom och Reiver Sanmartín till Cincinnati Reds i utbyte mot Shed Long Jr och ett draftval.

#### Cincinnati Reds
Gray hade en mycket bra säsong för Reds 2019, då han var 11–8 med en ERA på bara 2,87. Han togs ut till sin andra all star-match och kom sjua i omröstningen till National Leagues Cy Young Award. Under den av covid-19-pandemin kraftigt förkortade säsongen 2020 var han 5–3 med en ERA på 3,70 och under 2021 var han 7–9 med en ERA på 4,19. Inför 2022 års säsong trejdade Reds honom och Francis Peguero till Minnesota Twins i utbyte mot Chase Petty.